# Fjelstervang
Fjelstervang är en tätort på Jylland med 482 invånare (2017). Fjelstervang är beläget fem kilometer norr om Kibæk, 13 kilometer öst om Videbæk och 15 kilometer sydväst om Herning. Orten tillhör Ringkøbing-Skjerns kommun och ligger i Region Mittjylland.
Byn hörde fram tills 1 oktober 2010 till Vorgod socken, men räknas nu till Fjelstervang Sogn, och Fjelstervang Kirke samt Fjelstervang Skole ligger i byn.